# Impatiens cribbii
Impatiens cribbii är en balsaminväxtart som först beskrevs av Grey-wilson, och fick sitt nu gällande namn av Grey-wilson. Impatiens cribbii ingår i släktet balsaminer, och familjen balsaminväxter. Inga underarter finns listade i Catalogue of Life.